# Saison 3 de Détective Conan
Chronologie
Saison 2 de Détective Conan Saison 4 de Détective Conan
La Saison 3 de Détective Conan a été diffusée du 12 janvier 1998 au 14 décembre 1998 (épisodes 86 à 128) sur Nippon TV. Elle est composée de 43 épisodes.
Le troisième générique d'ouverture (épisodes 52 à 96) intitulé Nazo, est interprété par la chanteuse de J-Pop Miho Komatsu. Le quatrième (épisodes 97 à 123) intitulé Unmei no roulette mawashite, est interprété par le groupe de J-pop ZARD. Le cinquième générique (épisodes 124 à 142) intitulé Truth, est interprété par le groupe japonais de pop-électro Two-Mix.
Le cinquième générique de fin (épisodes 84 à 108) intitulé Negaigoto hitotsu dake, est interprété par la chanteuse de J-pop Miho Komatsu. Le sixième (épisodes 109 à 131) intitulé Koori no ue ni tatsu you ni, est interprété par la chanteuse de J-pop Miho Komatsu.
| No | Titre français                                                                             | Titre japonais                         | Titre japonais | Date de 1re diffusion |
| No | Titre français                                                                             | Kanji                                  | Rōmaji | Date de 1re diffusion |
| --- | ------------------------------------------------------------------------------------------ | -------------------------------------- | --- | --------------------- |
| 86 | Changer le cours des choses (files : SV1 2)                                                | 誘拐現場特定事件                       | Yuukai genba tokutei jiken (L'affaire de l'enlèvement à un endroit spécifique)                                               | 12 janvier 1998       |
| Les Détectives Juniors s'amusent avec un transpondeur radio lorsqu'ils captent une conversation. Il s'agirait d'un enlèvement. Les Détectives Juniors savent que les ravisseurs sont dans un rayon de 1 km, la portée maximale de leur appareil. |                                                                                            |                                        | |                       |
| 87 | Les Grues sauvages d'Hokkaido                                                              | 鶴の恩返し殺人事件                     | Tsuru no ongaeshi satsujin jiken (L'affaire du meurtre des grues reconnaissantes)                                            | 19 janvier 1998       |
| Ran, Kogorō et Conan vont à Hokkaido. Ran veut y observer les grues. Sur place, ils font la rencontre d'un grand amateur de grues, qui les invite à rester chez lui. Celui-ci désire faire don de sa fortune pour la protection des volatiles. Avant que son avocat arrive pour finaliser les modalités de son héritage, il est retrouvé assassiné d'un carreau d'arbalète. |                                                                                            |                                        | |                       |
| 88 | Le Meurtre de la villa Dracula - 1re partie                                                | ドラキュラ荘殺人事件 (前編)            | Dracula sou satsujin jiken - Zenpen (L'affaire de meurtre à la villa Dracula - 1re partie)                                   | 26 janvier 1998       |
| 89 | Le Meurtre de la villa Dracula - 2e partie                                                 | ドラキュラ荘殺人事件 (後編)            | Dracula sou satsujin jiken - Kōhen (L'affaire de meurtre à la villa Dracula - 2e partie)                                     | 2 février 1998        |
| Kogorō se rend au Manoir Dracula, une grande propriété où réside un célèbre écrivain dont les œuvres parlent principalement de vampires et de fantasy. Celui-ci demande à Kogorō d'enquêter sur sa femme, qu'il soupçonne d'être infidèle. Au soir, l'écrivain ne répond ni à la porte ni au téléphone. Il est retrouvé mort dans son bureau dans une macabre mise en scène. |                                                                                            |                                        | |                       |
| 90 | Meurtre au parfum                                                                          | 花の香り殺人事件                       | Hana no kaori satsujin jiken (L'affaire de meurtre au parfum de fleur)                                                       | 9 février 1998        |
| Une artiste a reçu une lettre de menace par courrier. Son manager demande à rencontrer Kogorō à l'hôtel pour lui expliquer la situation. Le manager de l'hôtel est retrouvé mort mystérieusement, étranglé par sa propre cravate. |                                                                                            |                                        | |                       |
| 91 | Le Voleur hospitalisé (files : 166/tome : 17)                                              | 強盗犯人入院事件                       | Goutou hannin nyuuin jiken (L'affaire de l'hospitalisation du voleur)                                                        | 16 février 1998       |
| En retard pour un concert, Kogorō glisse dans l'escalier et se casse la jambe. À l'hôpital, il partage sa chambre avec deux autres patients. L'un d'eux serait un dangereux criminel. |                                                                                            |                                        | |                       |
| 92 | Mortelle randonnée - 1re partie                                                            | 恐怖のトラヴァース殺人事件 (前編)      | Kyoufu no traverse satsujin jiken - Zenpen (L'affaire du meurtre dans la traversée de la peur - 1re partie)                  | 23 février 1998       |
| 93 | Mortelle randonnée - 2e partie                                                             | 恐怖のトラヴァース殺人事件 (後編)      | Kyoufu no traverse satsujin jiken - Kōhen (L'affaire du meurtre dans la traversée de la peur - 2e partie)                    | 2 mars 1998           |
| Un agent immobilier engage le célèbre tueur à gages FOX pour mettre fin à ses propres jours. Cependant, il revient sur sa décision et engage Kogorō pour découvrir l'identité de Fox et le stopper. Il sait qu'il sera attaqué lorsqu'il fera de la randonnée, une de ses activités préférées. Kogorō, le client, Ran et Conan décident de partir ensemble en montagne afin de stopper le tueur. Mais Conan sent que le client ne dit pas toute la vérité. |                                                                                            |                                        | |                       |
| 94 | Une silhouette dans la nuit                                                                | 雪女伝説殺人事件                       | Yukionna densetsu satsujin jiken (L'affaire du meurtre de la légendaire femme des neiges)                                    | 9 mars 1998           |
| De sortie de ski, Ran, Kogorō et Conan séjournent dans un gîte en montagne. Une célèbre actrice et sa cascadeuse y font également un passage. Mais l'actrice disparaît le soir, en laissant une lettre de suicide. |                                                                                            |                                        | |                       |
| 95 | Un rendez-vous raté                                                                        | 小五郎のデート殺人事件                 | Kogorô no date satsujin jiken (L'affaire du meurtre au rendez-vous de Kogorô)                                                | 16 mars 1998          |
| Kogorō sort boire quelques verres avec un ami de longue date. Sur le chemin du retour, il tombe sur une connaissance qui l'invite à passer la soirée à parler de ses enquêtes. Après la soirée, il raccompagne la jeune femme à son appartement et découvrent ensemble sa co-locataire poignardée. |                                                                                            |                                        | |                       |
| 96 - SP4 | Le Clou du spectacle (épisode spécial de 1 heure 30) (files : 131-138/tome : 14)           | 追いつめられた名探偵！連続２大殺人事件 | Oitsumerareta meitantei! Renzoku 2 dai satsujin jiken (Un célèbre détective coincé ! L'affaire de deux meurtres consécutifs) | 23 mars 1998          |
| Un magicien est retrouvé mort à son domicile. Il s'agit apparemment d'un suicide, mais sa veuve en doute fortement. Elle demande alors l'aide de Kogorō. Un des trois disciples du magicien devient suspect. Pendant ce temps, Ran a des suspicions concernant Conan, après être tombée sur une photo d'enfance d'elle et Shinichi. Dans la deuxième partie de l'épisode spécial, la mère de Shinichi emmène celui-ci voir une amie. Là-bas, plusieurs personnes d'une famille se réunissent pour connaître l'identité de ceux qui hériteront d'un vieil homme décédé il y a peu. |                                                                                            |                                        | |                       |
| 97 | Vin mortel                                                                                 | 別れのワイン殺人事件                   | Wakare no wine satsujin jiken (L'affaire du meurtre avec le vin d'adieu)                                                     | 13 avril 1998         |
| Etant d'un âge avancé et avec une santé fragile, le grand patron d'un groupe industriel se prépare pour faire une annonce concernant le futur de son entreprise. Au milieu de la soirée, il meurt empoisonné. Ses deux filles deviennent les principales suspectes. |                                                                                            |                                        | |                       |
| 98 | Le Meurtre du céramiste – 1re partie (files : 160-162/tomes : 16-17)                       | 名陶芸家殺人事件 (前編)                | Meitougeika satsujin jiken - Zenpen (L'affaire du meurtre de l'excellent céramiste - 1re partie)                             | 20 avril 1998         |
| 99 | Le Meurtre du céramiste – 2e partie (files : 160-162/tomes : 16-17)                        | 名陶芸家殺人事件 (後編)                | Meitougeika satsujin jiken - Kōhen (L'affaire du meurtre de l'excellent céramiste - 2e partie)                               | 27 avril 1998         |
| Un célèbre céramiste invite Kogorō et sa famille chez lui. Il semble être un grand fan de ses enquêtes. À sa résidence, sont également présents la belle-fille du céramiste et trois apprentis. Lorsque sa belle-fille est retrouvée pendue le lendemain matin, la police est prévenue. |                                                                                            |                                        | |                       |
| 100 | Souvenir du premier amour – 1re partie (files : 173-175/tome : 18)                         | 初恋の人想い出事件 (前編)              | Hatsukoi no hito omoide jiken - Zenpen (L'affaire du souvenir du premier amour - 1re partie)                                 | 11 mai 1998           |
| 101 | Souvenir du premier amour – 2e partie (files : 173-175/tome : 18)                          | 初恋の人想い出事件 (後編)              | Hatsukoi no hito omoide jiken - Kōhen (L'affaire du souvenir du premier amour - 2e partie)                                   | 18 mai 1998           |
| Ran emmène Conan et Sonoko à la maison de Shinichi pour y faire du ménage. Asami, une amie de Shinichi, sonne à la porte. Elle l'avait invité à son anniversaire, mais il n'a pas répondu. Sonoko parvient à s'imposer accompagnée de Kogorō et Ran. La soirée bât son plein lorsqu'Asami, fatiguée, se retire. Les convives décident de finir la soirée au karaoké. Quand ils en sortent, ils aperçoivent au loin la maison d'Asami en feu. |                                                                                            |                                        | |                       |
| 102 | Le Meurtre de l'acteur des films de samouraïs – 1re partie (files : 170-172/tomes : 17-18) | 時代劇俳優殺人事件 (前編)              | Jidaigeki haiyuu satsujin jiken - Zenpen (L'affaire du meurtre de l'acteur de dramas – 1re partie)                           | 25 mai 1998           |
| 103 | Le Meurtre de l'acteur des films de samouraïs – 2e partie (files : 170-172/tomes : 17-18)  | 時代劇俳優殺人事件 (後編)              | Jidaigeki haiyuu satsujin jiken - Kōhen (L'affaire du meurtre de l'acteur de dramas – 2e partie)                             | 1er juin 1998         |
| Un célèbre acteur de films d'époque invite Kogorō. Il a besoin de se préparer pour son nouveau rôle, dans lequel il joue un détective. Arrivés chez lui, Ran, Conan et Kogorō profitent de la vue offerte depuis son balcon, quand d'un mouvement de tête ils tombent sur le cadavre de la femme de leur hôte. L'acteur est le principal suspect mais rien ne permet de corroborer ce que Conan et Ran ont vu … |                                                                                            |                                        | |                       |
| 104 | La Maison aux pendules – 1re partie (files : 167-169/tome : 17)                            | 盗賊団謎の洋館事件 (前編)              | Touzokudan nazo no youkan jiken - Zenpen (L'affaire des voleurs mystérieux dans la maison de style européen - 1re partie)    | 8 juin 1998           |
| 105 | La Maison aux pendules – 2e partie (files : 167-169/tome : 17)                             | 盗賊団謎の洋館事件 (後編)              | Touzokudan nazo no youkan jiken - Kōhen (L'affaire des voleurs mystérieux dans la maison de style européen - 2e partie)      | 15 juin 1998          |
| Ayant hérité d'une grande demeure de style européen par son grand-père horloger, un écrivain demande de l'aide à Kogorō car il se sent observé. Le détective ne semble guère intéressé par l'affaire. Sur place, certains trous percés dans les murs, ainsi que des bruits au grenier laissent penser qu'il y a bien une autre personne. |                                                                                            |                                        | |                       |
| 106 | Photos de meurtre                                                                          | スクープ写真殺人事件                   | Sukuupu shashin satsujin jiken (L'affaire du meurtre des photos-scoop)                                                       | 22 juin 1998          |
| Lors d'une soirée de remise de prix des meilleures photos de scoop, deux photographes se disputent. L'un d'eux appelle le bureau de Kogorō, lui signalant que sa vie est menacée. Peu après, son appartement est incendié. Les photos de l'incendie sont directement publiées dans le journal. Elles ont été prises par le photographe primé. |                                                                                            |                                        | |                       |
| 107 | Le Taupe-Master – 1re partie                                                               | モグラ星人謎の事件 (前編)              | Mogura seijin nazo no jiken - Zenpen (La mystérieuse affaire de la taupe étrangère - 1re partie)                             | 26 juin 1998          |
| 108 | Le Taupe-Master – 2e partie                                                                | モグラ星人謎の事件 (後編)              | Mogura seijin nazo no jiken - Kōhen (La mystérieuse affaire de la taupe étrangère - 2e partie)                               | 6 juillet 1998        |
| Les Détectives Junior jouent au baseball dans la rue. Mais leur balle atterrit dans le jardin d'un vieil homme qui leur en refuse l'accès. Un client de Kogorō affirme que le corps sa sœur est enterré dans le jardin du vieil homme. Il le soupçonne de l'avoir tuée et cachée dans sa propriété à la suite d'un différend financier. Kogorō refusant de s'introduire illégalement dans la maison du vieil homme, les Détectives Junior décident d'enquêter. De l'autre côté de la ville, le client de Kogorō a été aperçu dans une bijouterie en train de commettre un vol.    |                                                                                            |                                        | |                       |
| 109 | La Voiture fantôme                                                                         | 探偵団大追跡事件                       | Tanteidan daitsuiseki jiken (L'affaire de la filature des Détectives Juniors)                                                | 13 juillet 1998       |
| Kogorō invite Conan et ses amis au restaurant. En sortant, Ayumi manque de se faire renverser par une voiture. Aussitôt Conan, Genta et Mitsuhiko la prenne en chasse sur le skate de Conan. |                                                                                            |                                        | |                       |
| 110 | Meurtre à l'école de cuisine – 1re partie                                                  | 料理教室殺人事件 (前編)                | Ryouri kyoushitsu satsujin jiken - Zenpen (L'affaire du meurtre pendant le cours de cuisine - 1re partie)                    | 27 juillet 1998       |
| 111 | Meurtre à l'école de cuisine – 2e partie                                                   | 料理教室殺人事件 (後編)                | Ryouri kyoushitsu satsujin jiken - Kōhen (L'affaire du meurtre pendant le cours de cuisine - 2e partie)                      | 3 août 1998           |
| Sonoko demande à Ran de la remplacer à son cours de cuisine, donné par une dame plutôt sévère. Quelques minutes après le début du cours, la lumière s'éteint, un bruit se fait entendre. Silence. L'enseignante se plaint d'avoir été agressée et d'une douleur à la poitrine. Un criminelle se cache parmi les élèves. |                                                                                            |                                        | |                       |
| 112 | Le Fantôme de l'école (files : 154-155/tome : 16)                                          | 帝丹小７不思議事件                     | Teitan shou 7 fushigi jiken (L'affaire des sept miracles à l'école Teitan)                                                   | 10 août 1998          |
| Dans l'école de Conan, une rumeur circule selon laquelle il y aurait un fantôme qui se baladerait la nuit. Ayumi dit qu'elle en a été témoin. Conan et ses amis décident de s'introduire dans l'école cette nuit pour percer ce mystère terrifiant. |                                                                                            |                                        | |                       |
| 113 | Plage en deuil (files : SV1 6)                                                             | 白い砂浜殺人事件                       | Shiroi sunahama satsujin jiken (L'affaire du meurtre sur une plage de sable blanc)                                           | 17 août 1998          |
| Kogorō se trompe de chemin et se perd au volant de son véhicule. Alors que Kogorō passe du temps au bar, Ran et Conan profitent du soleil et de la mer. Ils plongent et découvrent le cadavre d'une jeune femme. Une pierre a été attachée à ses chevilles pour lester son corps. |                                                                                            |                                        | |                       |
| 114 | L'Affaire du serpent de mer – 1re partie (files : 163-165/tome : 17)                       | スキューバダイビング殺人事件 (前編)    | Scuba diving satsujin jiken - Zenpen (L'affaire du meurtre en plongée sous-marine - 1re partie)                              | 24 août 1998          |
| 115 | L'Affaire du serpent de mer – 2e partie (files : 163-165/tome : 17)                        | スキューバダイビング殺人事件 (後編)    | Scuba diving satsujin jiken - Kōhen (L'affaire du meurtre en plongée sous-marine - 2e partie)                                | 31 août 1998          |
| Ran persuade son père d'aller séjourner dans un superbe hôtel en bordure de plage. C'était en fait une manœuvre pour réunir ses deux parents au même endroit, au même moment, pour tenter de les réconcilier. À l'hôtel, ils font la connaissance d'un groupe d'étudiants. Une de ces étudiantes manque de se noyer. La thèse de l'accident par morsure de serpent semble quelque peu bancal. Eri semble finalement apprécier son week-end. |                                                                                            |                                        | |                       |
| 116 | La Disparition du mystérieux écrivain – 1re partie (files : 182-184/tome : 19)             | ミステリー作家失踪事件 (前編)          | Mystery sakka shissou jiken - Zenpen (L'affaire de la disparition de l'écrivain mystérieux - 1re partie)                     | 7 septembre 1998      |
| 117 | La Disparition du mystérieux écrivain – 2e partie (files : 182-184/tome : 19)              | ミステリー作家失踪事件 (後編)          | Mystery sakka shissou jiken - Kōhen (L'affaire de la disparition de l'écrivain mystérieux - 2e partie)                       | 14 septembre 1998     |
| Une jeune femme contacte Kogorō pour enquêter sur la disparition de ses parents, un grand écrivain et son épouse. Ils ne donnent plus signe de vie depuis plusieurs semaines. Toutefois, la maison d'édition reçoit chaque semaine des scripts provenant de l'écrivain. Si la police ne peut ouvrir d'enquête officielle par manque de preuve, Heiji et Conan découvrent un mystérieux message caché qui fait tout basculer. |                                                                                            |                                        | |                       |
| 118 - SP5 | Meurtres en série à Osaka (épisode spécial de 45 minutes) (files : 185-188/tome : 19)      | 浪花の連続殺人事件                     | Naniwa no renzoku satsujin jiken (L'affaire des meurtres en série à Naniwa)                                                  | 21 septembre 1998     |
| Hattori Heiji invite Conan, Ran et Kogorō à visiter Osaka. Ils dégustent les spécialités locales, allant d'un restaurant à un autre. Lorsqu'ils remontent dans leur voiture, un homme tombe d'un immeuble sur le capot, un couteau planté dans le cœur. |                                                                                            |                                        | |                       |
| 119 | Meurtre au fan club de Kamen Yaïba                                                         | 仮面ヤイバー殺人事件                   | Kamen Yaiba satsujin jiken (L'affaire du meurtre de Kamen Yaiba)                                                             | 12 octobre 1998       |
| Kamen Yaiba est un personnage de télévision, un héros qui se bat pour la justice. Les Détectives Junior, Kogorō et Ran vont sur un plateau de tournage. Là un individu attaque un acteur au costume de Kamen Yaiba et lui tire une balle de revolver. Il retourne ensuite l'arme contre lui. |                                                                                            |                                        | |                       |
| 120 | Un meurtre au goût de miel                                                                 | ハニーカクテル殺人事件                 | Hanīkakuteru satsujin jiken (L'affaire du meurtre au cocktail au miel)                                                       | 19 octobre 1998       |
| Kogorō est invité pour tourner dans une publicité. Les personnes chargées du projet souhaitent attirer du monde vers leur ville et améliorer l'économie locale. En pleine discussion, ils voient par la fenêtre une dame chuter d'un étage plus haut. Les policiers trouvent sur son corps des traces de piqûres d'abeille et une bombe de spray insecticide dans sa main. |                                                                                            |                                        | |                       |
| 121 | L'Affaire des deux sœurs – 1re partie (files : 197-199/tome : 20)                          | バスルーム密室事件 (前編)              | Basurūmu misshitsu satsujin jiken - Zenpen (L'affaire du meurtre dans la salle de bain verrouillée - 1re partie)             | 26 octobre 1998       |
| 122 | L'Affaire des deux sœurs – 2e partie (files : 197-199/tome : 20)                           | バスルーム密室事件 (後編)              | Bathroom misshitsu satsujin jiken - Kōhen (L'affaire du meurtre dans la salle de bain verrouillée - 2e partie)               | 2 novembre 1998       |
| Kogorō a perdu son ticket pour le concert qui aura lieu en soirée. Par chance, une femme a un billet supplémentaire qu'elle lui offre s'il accepte de la déposer en voiture. À son appartement, alors qu'elle cherche le billet, elle remarque que sa sœur s'est enfermée dans la salle de bain. Après avoir enfoncé la porte, Kogorō, Ran et Conan voient le corps de la sœur, la main dans l'eau encore fumante de la baignoire, les veines tranchées. |                                                                                            |                                        | |                       |
| 123 | Le Kidnapping de Mlle Météo                                                                | お天気お姉さん誘拐事件                 | O tenki oneesan yuukai jiken (L'affaire de l'enlèvement de Mlle Météo)                                                       | 9 novembre 1998       |
| Conan et ses amis sont dans les locaux d'une chaîne de télévision et rencontrent la présentatrice de la météo. Celle-ci avait une enquête à confier à Kogorō. Elle prend alors le numéro du biper de Conan. Dans la soirée elle ne vient pas présenter la météo ni l'émission suivante. Conan reçoit alors un curieux message de sa part. |                                                                                            |                                        | |                       |
| 124 | Le Mystérieux assassin – 1re partie                                                        | 謎の狙撃者殺人事件 (前編)              | Nazo no sogekisha satsujin jiken - Zenpen (L'affaire du meurtre du mystérieux sniper isolé - 1re partie)                     | 16 novembre 1998      |
| 125 | Le Mystérieux assassin – 2e partie                                                         | 謎の狙撃者殺人事件 (後編)              | Nazo no sogekisha satsujin jiken - Kōhen (L'affaire du meurtre du mystérieux sniper isolé - 2e partie)                       | 23 novembre 1998      |
| D'importantes personnes sont réunies au cours d'une grande réception. Kogorō y a été invité. Le président du groupe Ishimoto a en effet reçu des menaces de mort. Avant qu'il puisse commencer à enquêter, un coup de feu retentit et un homme est abattu. Le président Ishimoto n'est que blessé au bras, mais même si Conan pense connaitre l'identité du tueur, sa vie est encore en danger. |                                                                                            |                                        | |                       |
| 126 | Meurtre au théâtre – 1re partie                                                            | 旅芝居一座殺人事件 (前編)              | Tabi shibai ichiza satsujin jiken - Zenpen (L'affaire du meurtre au sein de la troupe de théâtre nomade - 1re partie)        | 30 novembre 1998      |
| 127 | Meurtre au théâtre – 2e partie                                                             | 旅芝居一座殺人事件 (後編)              | Tabi shibai ichiza satsujin jiken - Kōhen (L'affaire du meurtre au sein de la troupe de théâtre nomade - 2e partie)          | 7 décembre 1998       |
| Un nouvel élève dans la classe de Ran et Sonoko, Tamanosuke, fait partie d'une troupe de théâtre. Les deux filles ainsi que Conan et ses amis viennent visiter les loges et distribuer des tracts. Ils assistent à une altercation entre Tamanosuke et le producteur. Plus tard, lors des répétitions, celui-ci est retrouvé mort. |                                                                                            |                                        | |                       |
| 128 | Le dixième braquage des hommes en noir (files : 13-16/tome : 2)                            | 黒の組織10億円強奪事件                 | Kuro no soshiki 10 oku en goudatsu jiken (L'affaire du vol d'un milliard de yens par l'Organisation Noire)                   | 14 décembre 1998      |
| À la banque, Conan aperçoit deux braqueurs masqués vider un camion rempli de billets. Ils tiennent sous la contrainte d'armes à feu un agent de sécurité. Ce dernier est retrouvé assassiné le lendemain, ainsi que son complice présumé. Les indices laissent penser qu'une employée de la banque les a aidés à commettre leur crime. |                                                                                            |                                        | |                       |